# 朝倉理子
朝倉 理子（あさくら りこ、9月17日 - ）は、日本の女性ファッションモデル、女優、タレント、ラジオパーソナリティ。東京都港区出身。

## 主な出演作品

### 雑誌
- WITH（2004年、講談社）
- MINE（2004年、講談社）
- Gainer（2004年、光文社）
- BE-PAL（2007年、小学館）
- 週刊ポスト（2008年、小学館）
- るるぶ（2010年、JTBパブリッシング）
- AERA（2010年、朝日新聞出版社）
- 日経トレンディ（2011年-2013年、日経BP）
- CLASSY（2013年、光文社）

### テレビドラマ
- お願い!ランキング（2010年、テレビ朝日） - 主演・ストーカー被害に悩むOL 役
- 金時しょうが（2011年、民放キー局全部） - 主演・ダイエットに成功した新妻 役
- 解決!ナイナイアンサー（2013年、日本テレビ） - 主演・子連れ同士の再婚に悩む女性 役
- 男と女と罪と罰!!本当にあった隣の事件ファイル（2013年、テレビ東京） - 主演・洗脳商法にはまって行くCA 役
- NTT docomo（2013年、愛のあるメール大賞（期間限定ドラマ）） - 主演・ガラケーを父にプレゼントした悲しい実話 娘 役
- アゲるテレビ（2013年、フジテレビ） - 主演・愛犬をサロンで丸刈りにされたお悩み女性 役
- ミスパイロット（2013年、フジテレビ） - CA 役
- クロコーチ（2013年、TBS） - 婦人警官 役
- 血の轍（2014年、NHK BS） - 婦人警官 役
- 爆報! THE フライデー（2014年、TBS） - エステモデル 役
- 道徳ドラマ（2014年）- 新米ママ 役
- 月曜ゴールデン 検事・霧島三郎（2014年、TBS） - 恋人 役
- 心ゆさぶれ!先輩ROCK YOU（2015年、日本テレビ）- 夜景評論家編- 主役のイケてる彼女 役
- 月曜ゴールデン 検察事務官 黒ユリ（2016年、TBS） - 弁護士秘書 役
- コールドケース ～真実の扉～（2016年、WOWOW） - 記者 役
- かもしれない女優たち（2016年、フジテレビ） - ウェディングプランナー 役

### 映画
- シュアリー・サムデイ （2010年、松竹）- ホステス 役

### テレビ番組
- 中居正広の金曜日のスマたちへ（2002-2003、TBS） - 大澤弁護士の美人秘書 役
- 『ぷっ』すま（2005・2011年、テレビ朝日） - 美容商品特集モデル 役
- 賢コツ!!（2008年、テレビ朝日） - 商品モデル 役
- 今すぐ使える豆知識 クイズ雑学王（2009年、テレビ朝日） - クイズ解答Vの浴衣モデル 役
- あさイチ（2010年、NHK） - 美脚特集 現役モデル 役
- ちい散歩（2010年、テレビ朝日） - 20代のバッグ着こなし 役
- SmaSTATION!!（2010-2011年、テレビ朝日） - 新婚カップル 役、鍋OL 役、レストランOL 役
- 出没!アド街ック天国（2010年・2013年、テレビ東京） - 温泉、グルメ、旅館めぐり 役
- アフロディーテの羅針盤（2012年、NHK BS） - 頭皮マッサージモデル 役、紫外線対策モデル 役
- ノンストップ!（2013年、フジテレビ） - 帰省あれこれ編 ママ 役
- アゲるテレビ（2013年、フジテレビ） - クイズ解答V 役
- 今、この顔がスゴい!（2013年、TBS） - 現役モデルのお悩み特集 モデル 役
- クイズ 100人の学者が教えます（2013年、フジテレビ） - クイズ解答V（ほとんど出演）OL 役
- 和風総本家（2014年、テレビ東京） - 温泉巡り モデル 役
- なないろ日和!（2014年、テレビ東京） - 温泉巡り モデル 役
- ロッピング・セレクション（2014年、テレビ朝日） -洗える電気ブランケット、オーストリッチラウンド長財布 モデル 役
- じゅん散歩（2016年、テレビ朝日） - 馬毛ブラシ モデル 役

### ラジオ番組
- GROOVE LINE（2002年、J-WAVE）- ゲスト
- BEAUTEOUS BEAUTEOUS（2003年、inter FM）- パーソナリティ

### トークショー
- 雑誌『Fine』 イベント IN お台場（2009年、日之出出版 / ヴィーナスフォート）- 司会

### CM
- サントリー（2002年、diet's BB） - 主役
- 資生堂（2008年、エリクシール） - OL 役
- セブン&アイ・ホールディングス（2010年、Ario） - 準主役
- 東光（2010年、トーコー車買取りセンター） - 準主 役
- ユニリーバ・ジャパン（2010年、レセナ） - OL 役
- 日本文化センター（2012年-2013年、テレフォンショッピング） - 主役
- 花王（2012年、エッセンシャル） - OL 役
- 日本マクドナルド（2013年、マクドナルド） - 小さい娘のママ 役
- 日本文化センター（2014年、テレフォンショッピング） - 2回とも 主役
- 三菱東京UFJ銀行（2014年、クレジットカード） - カードで買ってもらうお洒落な雑貨屋 役
- アサヒ飲料（2016年、WONDA） - お客 役

### 広告
- スカイパーフェクTV（2002年、ここまでやる隊）
- 学研（2007年、プジョー207WEB）
- 三洋電機（2007年、地デジGORILLA記者発表モデル）
- 第一三共（2007年、院内向けのみの広告）
- 大正製薬（2008年、カフェイン180ガールズ）
- ティップネス（2008年、測ってもらい隊）
- 赤城乳業（2008年、ガツンとみかんWEB）
- ロレアル（2008年、メイクWEB）
- ニコン（2008年、楽天トラベル）
- ディノス（2009年、ポスター、等身大×3倍サイズ看板、ダイレクトメール）
- 三井不動産（2010年、店頭PV）
- 資生堂（2010年、海外向け化粧品カタログ）
- SONY（2010年、ブルーレイレコーダー店頭PV、お天気お姉さん 役）
- SONY（2010年、プレゼンテーション用ムービー）
- DHC（2010年、YAHOO WEB）
- イトーヨーカ堂（2010年、Arioポスター OL役）
- 三洋電機（2011年医療機器メーカーPV）
- 住友不動産（2011年、店頭PV）
- JR（2012年、海外向け新幹線カタログ）
- カゴメ（2012年、野菜の日ポスター）
- イオン銀行（2012年、カード作成と使い方のカタログ、WEB）
- JACCS（2013年、カード作成と使い方のPV）
- リクルート（2013年、とらばーゆの雑誌広告）
- 自動車教習所（2013年、教習所内過失V）
- セシール（2014年、新作カタログ）
- 海の日（2014年、ポスター）
- 日立（2014年、ポスター）
- タカラトミー（2014年、WEB CM）

### 新聞
- 読売新聞
- 日経新聞
- サンケイスポーツ
- 夕刊フジ
- スポーツニッポン
- 日刊スポーツ
- 日刊ゲンダイ
- スポーツ報知
- 東京中日スポーツ
- デイリースポーツ
- 東京スポーツ
- スポーツニッポン
- 内外タイムス
- 東京ニュース通信社

### ランウェイ
- シャネル
- クリスチャン・ディオール
- レオナール
- ジバンシィ
- ヴァレンチノ
- 鳥居ユキ
- DKNY
- マイケル・コース
- 西武 SSコレクション
- 西武 秋冬デニムファッション
- 西武 浴衣&水着ファッション
- 横浜BLITZ（Color-i J-POP GIRLS SPRING LIVE 2012 in YOKOHAMA）
- 表参道コレクション
- ヘアーオリンピック
- ブライダルコレクション
- BRADELIS NY 新作コレクション
- P&Gショー